# Lista de presidentes da Dominica
O presidente da Dominica é o chefe de estado da Dominica. É eleito pelo parlamento para um período de 5 anos. Ele indica como primeiro-ministro o líder do partido que tiver a maioria na assembleia nacional.
Esta é a lista dos presidentes da Dominica após a independência do país, em 1978.
| Presidente                                                   | Presidente | Início do mandato       | Fim do mandato          |
| ------------------------------------------------------------ | ---------- | ----------------------- | ----------------------- |
| Louis Cools-Lartigue                                         |            | 3 de novembro de 1978   | 16 de janeiro de 1979   |
| Fred Degazon (deixou o país a 11 de junho de 1979)           |            | 16 de janeiro de 1979   | 29 de janeiro de 1980   |
| Louis Cools-Lartigue (em nome de Degazon)                    |            | 15 de junho de 1979     | 16 de junho de 1979     |
| Jenner Armour (em nome de Degazon até 29 de janeiro de 1980) |            | 21 de junho de 1979     | 15 de fevereiro de 1980 |
| Aurelius Marie                                               |            | 26 de fevereiro de 1980 | 20 de dezembro de 1983  |
| Clarence Augustus Seignoret                                  |            | 20 de dezembro de 1983  | 24 de outubro de 1993   |
| Crispin Sorhaindo                                            |            | 25 de outubro de 1993   | 5 de outubro de 1998    |
| Vernon Shaw                                                  |            | 6 de outubro de 1998    | 1 de outubro de 2004    |
| Nicholas Liverpool                                           |            | 2 de outubro de 2004    | 17 de setembro de 2012  |
| Eliud Williams                                               |            | 17 de setembro de 2012  | 2 de outubro de 2013    |
| Charles Savarin                                              |            | 2 de outubro de 2013    | 2 de outubro de 2023    |
| Sylvanie Burton                                              |            | 2 de outubro de 2023    | presente                |